# Autoregulació emocional
L'autoregulació emocional o regulació de les emocions d'un mateix és la capacitat de respondre a les demandes contínues de les experiències amb la gamma d'emocions d'una manera que sigui socialment tolerable i prou flexible per permetre també reaccions espontànies així com la capacitat de retardar aquestes reaccions espontànies si fos necessari. També es pot definir com a processos extrínsecs i intrínsecs responsables de supervisar, avaluar i modificar les reaccions emocionals. L'autoregulació emocional pertany al conjunt més ampli de processos de regulació de les emocions, que inclou tant la regulació dels propis sentiments com la regulació de les emocions interpersonals.
La regulació de les emocions és un procés complex que implica iniciar, inhibir o modular el propi estat o comportament en una situació determinada - per exemple, l'experiència subjectiva (sentiments), les respostes cognitives (pensaments), les respostes fisiològiques relacionades amb les emocions (per exemple, la freqüència cardíaca o l'activitat hormonal) i el comportament relacionat amb les emocions (accions o expressions corporals). Funcionalment, la regulació de les emocions també pot referir-se a processos com la capacitat de centrar l'atenció en una tasca o la de suprimir un comportament inadequat segons una indicació. La regulació de les emocions és una funció molt important en la vida humana.
Cada dia, les persones estan exposades contínuament a una gran varietat d'estímuls potencialment excitants. Les reaccions emocionals inadequades, extremes o no controlades a aquests estímuls podrien impedir l'adaptació funcional a la societat; per tant, les persones han de participar d'alguna forma en la regulació de les emocions gairebé tot el temps. En termes generals, la desregulació de les emocions s'ha definit com les dificultats per controlar la influència de l'alerta emocional en l'organització i la qualitat dels pensaments, accions i interaccions. Els individus que estan emocionalment desregulats presenten patrons de resposta en els quals hi ha un desajust entre els seus objectius, respostes i/o modes d'expressió, i les demandes de l'entorn social. Per exemple, hi ha una associació significativa entre la desregulació de les emocions i els símptomes de depressió, ansietat, trastorn de comportament alimentari, i abús de substàncies. És probable que els nivells més alts de regulació de les emocions estiguin relacionats tant amb nivells alts de competència social com amb l'expressió d'emocions socialment apropiades.